# Asociación Médica Estadounidense
La Asociación Médica Estadounidense o AMA por sus siglas en inglés, es una organización de galenos de los Estados Unidos.
Se instituyó en 7 de mayo de 1847, para promover la ciencia y el arte de la medicina y el mejoramiento de la sanidad pública. Cuenta con alrededor de 250.000 miembros, casi la mitad de todos los estadounidenses que ejercen la profesión médica.
Tuvo su gran crecimiento, cuando en 1900 contaba con 8000 personas y en 1910 tenía 70.000 personas inscriptas, casi la mitad del país estadounidense. 
Difunde información a sus integrantes y al público en general, funcionando como un grupo activista y ayudando a fortalecer las normas de la medicina. Entre sus publicaciones se encuentran JAMA, American Medical News y gacetas sobre especialidades médicas.
En Argentina está relacionada con la Asociación Médica Argentina a través de convenios de cooperación e intercambio de beneficio mutuo. Esta vinculación se vio fortalecida por la relación científica entre algunos de sus miembros como por ejemplo Bernardo Houssay y Morris Fishbein.